# اس‌ام یو-۲۳ (آلمان)
اس‌ام یو-۲۳ (آلمان) (به انگلیسی: SM U-23 (Germany)) یک زیردریایی بود که طول آن ۶۴٫۷۰ متر (۲۱۲٫۳ فوت) بود. این زیردریایی در سال ۱۹۱۲ ساخته شد.